# Allomyces macrogynus
Allomyces macrogynus é uma espécie de fungo da família Blastocladiaceae. Foi a primeira espécie a ser descoberta dessa família, tendo sido descrita pelo micologista Ralph Emerson em 1941 como uma variedade de Allomyces javanicus, sendo considerada uma espécie isolada em 1954. Seu genoma foi sequenciado pelo Broad Institute.